# Astyridae
Astyridae är en familj av kräftdjur. Astyridae ingår i ordningen märlkräftor, klassen storkräftor, fylumet leddjur och riket djur.